# Agarodes libalis
Agarodes libalis là một loài Trichoptera trong họ Sericostomatidae. Chúng phân bố ở miền Tân bắc.